# Nocturnal Emissions
Nocturnal Emissions ist eine experimentelle Musikgruppe aus England. Musikalisch ist dieses Projekt dem Post-Industrial zuzurechnen.

## Bandgeschichte
Die Gruppe wurde um 1980 von Nigel Ayers (geboren 1957) in London gegründet. Weitere Gründungsmitglieder waren seine damalige Lebensgefährtin Caroline K. (1957–2008) sowie sein Bruder Daniel Ayers (geboren 1964). Seit 1984 betreibt Nigel Ayers das Projekt alleine, arbeitet dabei aber oft mit anderen Musikern zusammen, so z. B. mit dem Medienkünstler Stanza, Ben Ponton von Zoviet France und Fiona Harrold.
Die ersten Aufnahmen erschienen auf Kassette in Auflagen von unter zwanzig Stück. Einen Vertrag bei einem Major-Label lehnten Nocturnal Emissions von vornherein ab und brachten stattdessen die meisten Tonträger auf dem bandeigenen Label Sterile Records heraus, das von 1979 bis 1986 in London existierte. Bei diesem Label erschien dann im Jahr 1980 die erste LP Tissue of Lies mit dem Labelcode „Emiss 001“. Neben den eigenen Werken erschienen bei Sterile Records auch Tonträger und Videokassetten von befreundeten Künstlern wie Konstrukivits, Lustmord, Controlled Bleeding und Maurizio Bianchi. Bis heute erschienen knapp 90 Tonträger. Die originalen Tonträger von Sterile aus dieser Zeit sind heute gesuchte Sammlerstücke. Später wurden diese frühen Aufnahmen von Soleilmoon, Staalplaat und Dark Vinyl wiederveröffentlicht. 1987 gründete Nigel Ayers dann ein neues Label mit dem Namen Earthly Delights.
Die Gruppe war politisch immer sehr aktiv und dabei eindeutig im linken, antimonarchistischen Lager angesiedelt. Aus dieser Haltung heraus fand ihr erstes Konzert im April 1981 im Londoner Stadtteil Brixton statt, um die Proteste während der Unruhen in dem Viertel zu unterstützen. Bei den weiteren Auftritten kamen regelmäßig Projektionen und Underground-Videos als visuelle Begleitung zum Einsatz. Nocturnal Emissions traten öfters live auf, nicht nur in Großbritannien, sondern auch im übrigen Europa und in den USA. Mit dem Aufkommen des Internets fand das Projekt Nocturnal Emissions dort für sich die ideale Plattform, um das künstlerische Schaffen, das neben Schallplatten und CDs auch die Veröffentlichung von Videos und verschiedenen Manifesten beinhaltet, zu präsentieren. Das World Wide Web bot Nigel Ayers auch für seine neueren Projekte eine zuverlässige Plattform.

## Stil
Der musikalische Stil von Nocturnal Emissions lässt sich in drei Phasen unterteilen: Der Post-Industrial von 1980 bis ca. 1985, die elektronische Phase von 1985 bis in die neunziger Jahre hinein und schließlich die esoterisch-atmosphärische Phase bis heute.

### Post-Industrial
Die Gruppe entstand, als der damalige Kunststudent Nigel Ayers unter dem Eindruck von Industrial und Punk nach neuen musikalischen Ausdrucksformen gesucht hatte. Besonders die neuen Möglichkeiten elektronisch erzeugter Musik faszinierten ihn dabei sehr. Nocturnal Emissions verstand Musik als eine Art von sozialer Kontrolle und setzte sich oft mit den Phänomenen der Informationsgesellschaft wie Informationsüberflutung, Konditionierung, Gehirnwäsche und unterschwelliger Werbung auseinander. Zu Beginn war der Sound der Gruppe sehr experimentell, dissonant und mit bedrohlicher Grundstimmung im Stil des Noise-Industrials. Gearbeitet wurde viel mit Soundcollagen und Cut-Up-Techniken, indem Tapes zerschnitten und die Schnipsel neu arrangiert wurden. In einigen Tracks fanden sich bereits zu dieser Zeit rhythmische und musikalische Einflüsse aus anderen Kulturen. Dieser Aspekt sollte dann später immer dominanter werden.

### Elektronische Phase
Mitte der achtziger Jahre wurden unter dem Einfluss von elektronischer Tanzmusik die Stücke endgültig melodischer, die Phase des Noise-Industrials ging bis spätestens 1985 zu Ende. Die stärkere Hinwendung zu zugänglichen, elektronisch geprägten Stücken begann 1985 mit der Veröffentlichung der LP Songs of Love and Revolution. Folglich hatte man mit dem auf dem Album enthaltenen Track Never Give Up einen bis heute gespielten Szenehit. Die neue musikalische Ausrichtung kam auch in der Gründung des neuen Labels Earthly Delights im Jahr 1987 zum Ausdruck. Nigel Ayers hatte schon früh auf seine Sammlung von eigenen und fremdem Aufnahmen mit tausenden von Geräuschen und Liedern zurückgegriffen. Sein besonderes Interesse galt zunehmend den psychischen Auswirkungen von Musik: Durch neue Arrangements von Geräuschen sollte die Wahrnehmung von Zeit und Raum beeinflusst werden, was sich in CD-Titeln wie Practical Time Travel niedergeschlagen hat. Weitere Einflüsse auf die Musik waren Grenzwissenschaften, der Weltraum und ethnische Musiktraditionen.

### Atmosphärische Phase
In den folgenden Jahren beschäftigte sich Nocturnal Emissions zunehmend mit esoterischen Themen wie Magie, Paganismus, Schamanismus und außerirdischem Leben. Dies fand seinen Ausdruck im Einsatz von Umweltaufnahmen, klanglichen Fundstücken und atmosphärischer Instrumentalmusik. Musikalisch war nun auch der Ambient ein wichtiger Einfluss. Die Stücke sollten eine positive Atmosphäre schaffen, ganz im Gegensatz zu der früheren negativen Grundstimmung von Nocturnal Emissions. Die Musik der letzten Jahre hat im Zuge dieser Entwicklungen eine sehr minimalistische und atmosphärische Prägung erhalten.

## Sonstiges
- Von 1990 bis 1992 setzte sich Nigel Ayers mit dem japanischen Butoh-Tanztheater auseinander und arbeitete dabei mit dem Choreographen Poppo Shiraishi zusammen. Ergebnis war die CD Music for Butoh.
- Außerdem engagiert er sich in der Association of Autonomous Astronauts, die es jedem Erdenbürger ermöglichen soll, ins Weltall zu reisen.
- Nigel Ayers arbeitet heute nicht nur als Musiker, sondern auch als Installationskünstler und Buchautor.

## Diskografie
Nur Longplayer, keine Seitenprojekte, Label und Jahr der Erstveröffentlichung
| Titel                                       | Label                   | Jahr |
| ------------------------------------------- | ----------------------- | ---- |
| Tissue of Lies                              | Sterile Records         | 1980 |
| Fruiting Body                               | Sterile Records         | 1981 |
| Deathday                                    | Sterile Records         | 1981 |
| Whisky 23.5.82                              | Sterile Records         | 1982 |
| Befehlsnotstand                             | Sterile Records         | 1983 |
| Viral Shedding                              | Illuminated Records     | 1983 |
| Live At Ritzy Brixton 9 June 1983           | Cause For Concern       | 1983 |
| Drowning In A Sea Of Bliss                  | Sterile Records         | 1983 |
| Chaos                                       | Cause For Concern       | 1983 |
| Dyskinesia                                  | Sterile Records         | 1983 |
| Songs Of Love And Revolution                | Sterile Records         | 1985 |
| Shake Those Chains Rattle Those Cages       | Sterile Records         | 1985 |
| ICA London 9th August 1985                  | Sterile Records         | 1985 |
| The World Is My Womb                        | Earthly Delights        | 1987 |
| In Transmission                             | Earthly Delights        | 1988 |
| Spiritflesh                                 | Earthly Delights        | 1988 |
| Duty Experiments (1982–1984 Years)          | Soleilmoon              | 1988 |
| Stoneface                                   | Parade Amoureuse        | 1989 |
| Invocation Of The Beast Gods                | Staalplaat              | 1990 |
| Mouth Of Babes                              | Earthly Delights        | 1991 |
| Beyond Logic, Beyond Belief                 | Earthly Delights        | 1990 |
| Energy Exchange                             | Earthly Delights        | 1991 |
| World Turning SSS Productions               | SSS Productions         | 1991 |
| Cathedral                                   | Musica Maxima Magnetica | 1991 |
| The Seminal Works                           | Earthly Delights        | 1992 |
| Blasphemous Rumours                         | Staalplaat              | 1992 |
| Magnetized Light                            | Musica Maxima Magnetica | 1993 |
| The Quickening                              | Earthly Delights        | 1993 |
| Imaginary Time                              | Soleilmoon              | 1994 |
| Glossalalia                                 | Soleilmoon              | 1994 |
| Binary Tribe                                | Staalplaat              | 1994 |
| Duty Experiment                             | Soleilmoon              | 1995 |
| Autonomia - The Portland Album              | Soleilmoon              | 1996 |
| Friction And Dirt                           | Staalplaat              | 1996 |
| Tharmuncrape An'goo                         | Soleilmoon              | 1997 |
| Sunspot Activity                            | Soleilmoon              | 1997 |
| Practical Time Travel                       | Earthly Delights        | 1998 |
| Electropunk Karaoke                         | Earthly Delights        | 2000 |
| Futurist Antiquarianism                     | Soleilmoon              | 2000 |
| Omphalos!                                   | Soleilmoon              | 2000 |
| Collateral Salvage                          | Soleilmoon              | 2003 |
| Live In Vienna                              | Earthly Delights        | 2005 |
| Ophiuchus                                   | Earthly Delights        | 2006 |
| Timeslip                                    | Earthly Delights        | 2006 |
| Nightscapes                                 | SmallVoices             | 2006 |
| Befehlsnotstand / Shake Those Chains        | Klanggalerie            | 2007 |
| Lest We Forget - Work In Progress 1979–1988 | Vinyl-on-demand         | 2008 |
| Live In Vienna 2009                         | Bleak Netlabel          | 2010 |
| Gargoyle Mechanique                         | Earthly Delights        | n.a. |